# غريبة القمح
غُريِّبَة القمح أو أون غُرابية (بالتركية: Un kurabiyesi) هو نوع من البسكويت التركي المصنوع من الزبدة وزيت عباد الشمس (أو زيت آخر ذو نكهة خفيفة) ومسحوق الخبز ودقيق المكونات التي تحمل الاسم نفسه. يُضاف أيضًا مسحوق فَنيلية (الذي يشيع استخدامه بديلًا لمستخلص الفَنيلية في المخبوزات التركية). وهي نوع من غريبة.

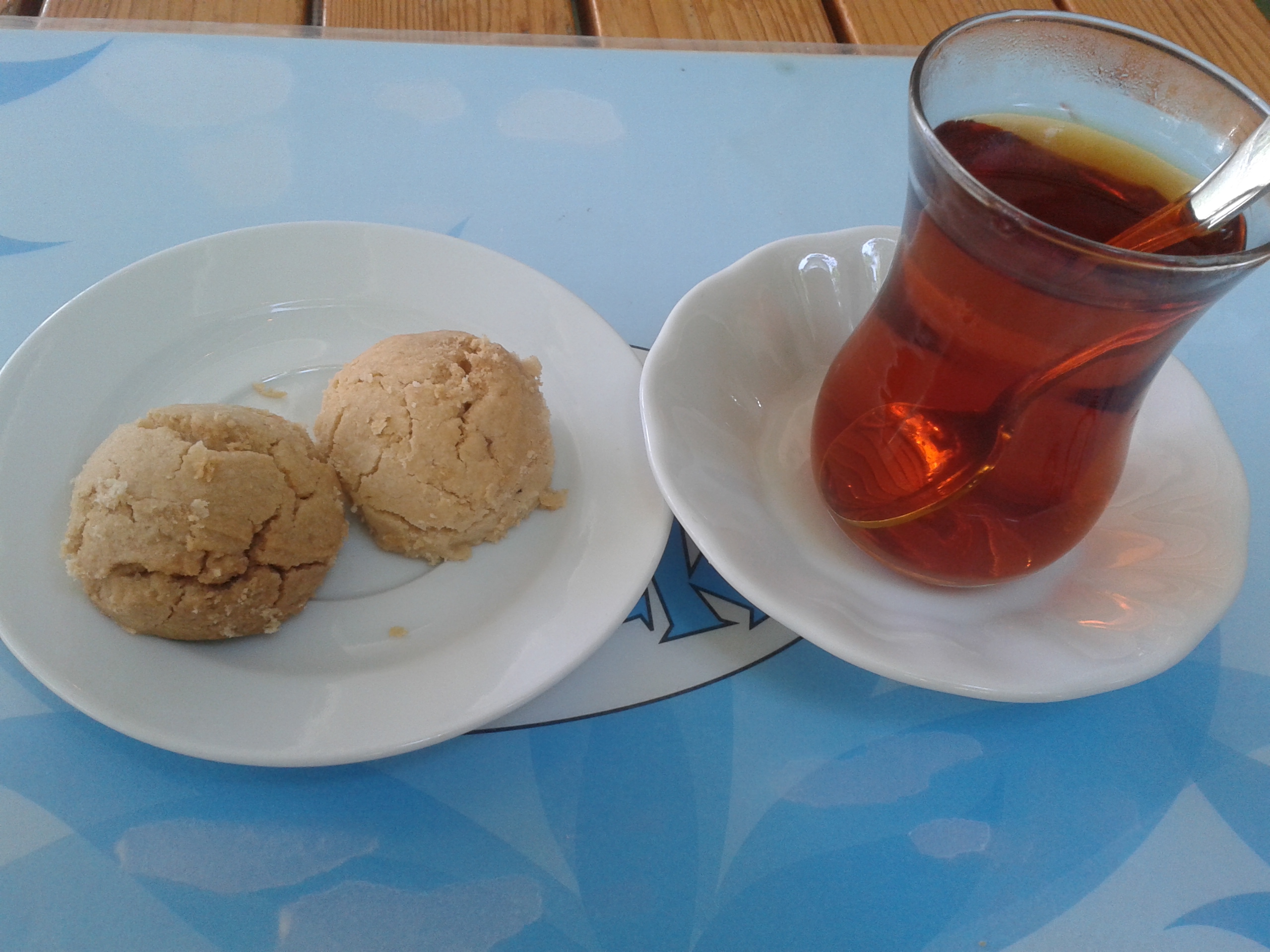
غرابية مع الشاي

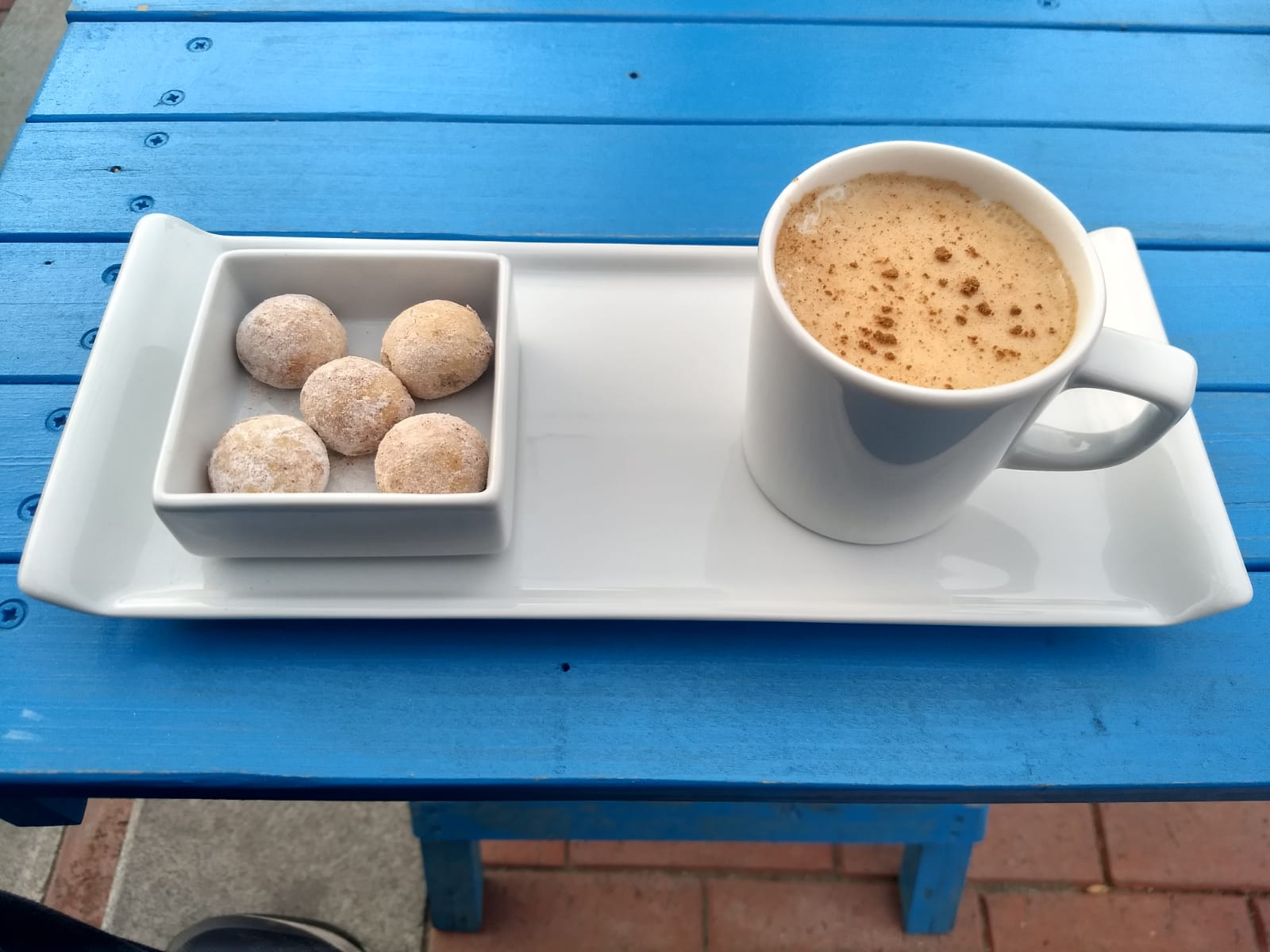
غريبة مع سحلب